# La Farmàcia (Arbúcies)
La Farmàcia és una casa noucentista d'Arbúcies (Selva) inclosa a l'Inventari del Patrimoni Arquitectònic de Catalunya.

## Descripció
Es tracta d'un edifici entre mitgeres, de tres plantes amb terrat a la part superior. La planta baixa acull una farmàcia, amb obertures modernes de vidre i el rètol corresponent a l'establiment. A l'esquerra hi ha la porta d'entrada als pisos superiors, destinats a habitatges. El parament d'aquesta planta baixa, a diferència de la resta de la façana és aplacat amb pedra.
Al primer pis, una balconada correguda de ferro forjat ocupa l'amplada de la façana i hi ha tres obertures rectangulars de les quals dues són portes. Presenten un marc de pedra senzill i pel damunt decoracions florals esgrafiades a la paret, representant gerros. Al centre, entre les dues sortides al balcó, hi ha l'escut esgrafiat de la “Caja de pensiones para la vejez y ahorros”, que indica l'origen de l'edifici el qual va ser erigit per la oficina de La Caixa a finals dels anys vint. Al segon pis, hi ha dos balconets també amb barana de ferro forjat força treballada i les obertures són rectangulars amb decoració esgrafiada al damunt, més simple que la del primer pis. El parament és arrebossat en gris i fa un esgrafiat en blanc simulant carreus ben tallats.
Cal destacar la balustrada del terrat, amb quatre petites pilastres i boles de pedra decoratives al damunt.

## Història
La seu de l'entitat d'estalvis, inicialment havia estat al carrer Camprodon número 22, on posteriorment es va ubicar la Biblioteca i sala d'actes culturals de “La Caixa”. Actualment, al número 22 hi ha la Farmàcia a la planta baixa i habitatges als dos pisos superiors, però la façana encara guarda l'escut de “La caja de pensiones para la vejez y ahirros” esfrafiat a la paret. La seu de la Caixa va passar a ser al número 28 on és ara. Aquest edifici tenia un pati-jardí a la planta baixa, que amb la remodelació i ampliació de les oficines va desaparèixer.
La inauguració d'aquest edifici, primera oficina de la Caixa a Arbúcies, es va fer l'any 1929, la mateixa època que s'obrien altres seus a poblacions veïnes com Sant Celoni.